# キモモマイコドリ
キモモマイコドリ（学名：Pipra mentalis）は、スズメ目マイコドリ科に分類される鳥類の一種。

## 分布
中南米のベリーズ、コロンビア、コスタリカ、エクアドル、グアテマラ、ホンジュラス、メキシコ、ニカラグア、パナマなどの熱帯雨林に生息。

## 形態
体長約10cm。赤い頭と黒い体を持ち、腿（もも）だけ黄色い。

## 生態
オスの求愛行動が特徴的で、木の枝の上でムーンウォークのような動きをすることで知られる。尾を素早く震わせ、その振動を足に伝え後ろに移動する。